# Campeonato Mundial de Triatlo de 2014
O 2014 ITU World Triathlon Series ou Campeonato Mundial de Triatlo de 2014 foram uma série de 8 eventos de triatlo que aconteceram até a Grand Final sediada em Edmonton. As séries são organizadas sob as ordens da International Triathlon Union (ITU).

## Calendário
Em 2014 as séries visitaram oito cidades.
| Data                      | Local          | Status      |
| ------------------------- | -------------- | ----------- |
| Abril 5–6                 | Auckland       | Evento      |
| Abril 26–27               | Cidade do Cabo | Evento      |
| Maio 17–18                | Yokohama       | Evento      |
| Maio 31–June 1            | Londres        | Sprint      |
| Junho 27-29               | Chicago        | Evento      |
| Julho 12-13               | Hamburg        | Sprint      |
| Agosto 23–24              | Stockholm      | Evento      |
| 26 Agosto a 1 de Setembro | Edmonton       | Grand Final |

## Resultados

### Medalhistas

#### Masculino
| Event          | Ouro                    | Prata                   | Bronze                  |
| -------------- | ----------------------- | ----------------------- | ----------------------- |
| Auckland       | Javier Gómez (ESP)      | Jonathan Brownlee (GBR) | Aaron Royle (AUS)       |
| Cidade do Cabo | Javier Gómez (ESP)      | Jonathan Brownlee (GBR) | Dmitry Polyanski (RUS)  |
| Yokohama       | Javier Gómez (ESP)      | Mario Mola (ESP)        | Richard Murray (RSA)    |
| London         | Mario Mola (ESP)        | Richard Murray (RSA)    | João José Pereira (POR) |
| Chicago        | Javier Gómez (ESP)      | João José Pereira (POR) | Mario Mola (ESP)        |
| Hamburgo       | Alistair Brownlee (GBR) | Vincent Luis (FRA)      | Jonathan Brownlee (GBR) |
| Estocolmo      | Jonathan Brownlee (GBR) | Alistair Brownlee (GBR) | Gregor Buchholz (GER)   |
| Edmonton       | Alistair Brownlee (GBR) | Mario Mola (ESP)        | Javier Gómez (ESP)      |

#### Feminino
| Event          | Ouro                 | Prata               | Bronze                  |
| -------------- | -------------------- | ------------------- | ----------------------- |
| Auckland       | Jodie Stimpson (GBR) | Anne Haug (GER)     | Helen Jenkins (GBR)     |
| Cidade do Cabo | Jodie Stimpson (GBR) | Helen Jenkins (GBR) | Gwen Jorgensen (USA)    |
| Yokohama       | Gwen Jorgensen (USA) | Ai Ueda (JPN)       | Agnieszka Jerzyk (POL)  |
| Londres        | Gwen Jorgensen (USA) | Sarah Groff (USA)   | Emma Jackson (AUS)      |
| Chicago        | Gwen Jorgensen (USA) | Helen Jenkins (GBR) | Juri Ide (JPN)          |
| Hamburgo       | Gwen Jorgensen (USA) | Emma Jackson (AUS)  | Kirsten Sweetland (CAN) |
| Estocolmo      | Sarah Groff (USA)    | Andrea Hewitt (NZL) | Nicky Samuels (NZL)     |
| Edmonton       | Gwen Jorgensen (USA) | Andrea Hewitt (NZL) | Nicky Samuels (NZL)     |

## Classificação geral

### Masculino
| Ranking | Atleta                  | Pontos |
| ------- | ----------------------- | ------ |
|         | Javier Gómez (ESP)      | 4860   |
|         | Mario Mola (ESP)        | 4601   |
|         | Jonathan Brownlee (GBR) | 4501   |
| 4       | Alistair Brownlee (GBR) | 4006   |
| 5       | João José Pereira (POR) | 3817   |
| 6       | Vincent Luis (FRA)      | 3148   |
| 7       | Dmitry Polyanskiy (RUS) | 3041   |
| 8       | Richard Murray (RSA)    | 2911   |
| 9       | Ryan Bailie (AUS)       | 2165   |
| 10      | Aaron Royle (AUS)       | 2064   |

### Feminino
| Ranking | Atleta                  | Pontos |
| ------- | ----------------------- | ------ |
|         | Gwen Jorgensen (USA)    | 5085   |
|         | Sarah Groff (USA)       | 3987   |
|         | Andrea Hewitt (NZL)     | 3845   |
| 4       | Jodie Stimpson (GBR)    | 3453   |
| 5       | Nicky Samuels (NZL)     | 3073   |
| 6       | Helen Jenkins (GBR)     | 2903   |
| 7       | Emma Jackson (AUS)      | 2647   |
| 8       | Aileen Reid (IRL)       | 2543   |
| 9       | Kirsten Sweetland (CAN) | 2540   |
| 10      | Alice Betto (ITA)       | 2518   |

## Referencias
1. ↑  «Series - ITU World Triathlon Series». International Triathlon Union. Consultado em 3 de setembro de 2014
2. ↑  «Auckland Men's Results». International Triathlon Union
3. ↑  «Cape Town Men's Results». International Triathlon Union
4. ↑  «Yokohama Men's Results». International Triathlon Union
5. ↑  «London Men's Results». International Triathlon Union
6. ↑  «Chicago Men's Results». International Triathlon Union
7. ↑  «Hamburg Men's Results». International Triathlon Union
8. ↑  «2014 ITU World Triathlon Stockholm : Elite Men : Results». International Triathlon Union. Consultado em 3 de setembro de 2014
9. ↑  «2014 ITU World Triathlon Grand Final Edmonton : Elite Men : Results». International Triathlon Union. Consultado em 3 de setembro de 2014
10. ↑  «Auckland Women's Results». International Triathlon Union
11. ↑  «Cape Town Women's Results». International Triathlon Union
12. ↑  «Yokohama Women's Results». International Triathlon Union
13. ↑  «London Women's Results». International Triathlon Union
14. ↑  «Chicago Women's Results». International Triathlon Union
15. ↑  «Hamburg Women's Results». International Triathlon Union
16. ↑  «2014 ITU World Triathlon Stockholm : Elite Women : Results». International Triathlon Union. Consultado em 3 de setembro de 2014
17. ↑  «2014 ITU World Triathlon Grand Final Edmonton : Elite Women : Results». International Triathlon Union. Consultado em 3 de setembro de 2014
18. ↑  «2014 ITU World Triathlon Series Rankings - Men». International Triathlon Union. Consultado em 3 de setembro de 2014
19. ↑  «2014 ITU World Triathlon Series Rankings - Women». International Triathlon Union. Consultado em 3 de setembro de 2014